# Graphocephala clepsydra
Graphocephala clepsydra är en insektsart som beskrevs av Fowler 1900. Graphocephala clepsydra ingår i släktet Graphocephala och familjen dvärgstritar. Inga underarter finns listade i Catalogue of Life.